# Rodrigo Sorogoyen
Rodrigo Sorogoyen, celým jménem Rodrigo Sorogoyen del Amo (* 16. září 1981 Madrid), je španělský filmový režisér a scenárista.

## Život a dílo
Je vnukem filmaře Antonia del Ama. Po absolvování historie na Universidad Complutense de Madrid nastoupil v roce 2004 na ECAM (plný název španělsky Escuela de Cinematografía y del Audiovisual de la Comunidad de Madrid).
Jeho sólový režijní debut Stockholm mu vynesl v roce 2014 nominaci na cenu Goya pro nejlepšího nového režiséra a ocenění Trofej Transylvánie na Mezinárodním filmovém festivalu v Transylvánii. Za svůj krátký film Madre (Matka) získal Sorogoyen v roce 2018 cenu Goya za nejlepší krátký hraný film a byl nominován na Oscara za nejlepší krátký hraný film na 91. ročníku udílení Oscarů. V roce 2019 získal Sorogoyen ceny Goya za nejlepší režii a nejlepší původní scénář za film El reino (Království).
V červenci 2019 byl Sorogoyen pozván, aby se stal členem americké Akademie filmového umění a věd. V roce 2022 byl členem poroty na Benátském filmovém festivalu.
Sorogoyenův film As bestas (Bestie) sklidil vítězství na 37. ročníku udílení cen Goya, celkem na něm získal 9 cen, včetně ceny za nejlepší film. Za tento film také v roce 2023 obdržel cenu César za nejlepší zahraniční film.

### Filmy
- 8 citas (spolurežíroval s Perisem Romano, 2008)
- Stockholm (2013)
- Que Dios nos perdone (2016)
- Madre (krátký film, 2017)
- El reino (2018)
- Madre (2019)
- As bestas (2022)
- El ser querido (2025)